# Neodrillia albicoma
Neodrillia albicoma é uma espécie de gastrópode do gênero Neodrillia, pertencente à família Drilliidae.